# Kaeng Masaman
Kaeng Masaman (Thai: แกงมัสมั่น; Aussprache: [kæŋ mát-sà-màn] Ausspracheⓘ, wörtl.: Muslim-Suppe, auch „Gaeng Matsaman“ oder „Massaman-Curry“) ist ein Gericht der südlichen Thai-Küche. Kaeng Masaman wurde von den Thais in Zentralthailand als eines der dort entstandenen Gerichte beansprucht, es ist jedoch in Südthailand weitaus häufiger anzutreffen.
König Phra Phutthaloetla (Rama II.) war von diesem Gericht so beeindruckt, dass er darüber, genauer gesagt über eine Köchin, ein Gedicht schrieb. Das Gedicht ist jedem thailändischen Schüler bekannt, wird es doch bereits in der Grundschule auswendig gelernt. Es zeigt, dass indisch beeinflusste Gerichte zu Beginn des 19. Jahrhunderts bereits einen festen Platz in der thailändischen Küche eingenommen hatten. Die Tatsache, dass ein König es zur Inspiration zu einem Gedicht benutzte, beweist auch, dass das Rezept für ein „Muslim-Curry“ seit langem in der thailändischen Esskultur akzeptiert war.
Die ersten Zeilen des Gedichts lauten:
มัสมั่นแกงแก้วตา หอมยี่หร่ารสแรงร้อน – Masaman, Juwel in meinen Augen, duftender Kreuzkümmel, scharfer Geschmack.
ชายใดได้กลืนแกง แรงอยากให้ใฝ่ฝันหา – Jeder Mann, der von ihrem Curry kostet, kann nicht umhin, von ihr zu träumen.
…

## Allgemeines
Der grundlegende Unterschied zu einem indischen Curry ist zunächst, dass die Gruppe der thailändischen „Kaeng-Gerichte“ nicht aus gemahlenen Gewürzen hergestellt werden, sondern aus einer „Curry“-Paste. Weiterhin werden die Gewürze nicht wie in Indien zuerst in Fett angebraten, sondern die Paste wird – oft in Kokosmilch – gekocht.

## Die Paste
Die Kunst, ein richtiges Kaeng zuzubereiten, liegt zuerst in der Herstellung der Krueang Kaeng (Thai: เครื่องแกง), der Paste. In jedem thailändischen Haushalt ist ein Mörser (Thai: ครก) vorhanden, der am besten aus solidem Stein hergestellt sein sollte. Hierin werden mit dem Stößel (Thai: สาก) die Zutaten so lange zerstampft, zerstoßen und zerrieben, bis sie Khao Kan (Thai: เข้ากัน – wörtl: zusammen (herein-)kommen), bis also eine aromatische, homogene, dickliche Masse entstanden ist. Die Samen sollten vorher in einer trockenen Pfanne kurz angeröstet werden, bevor sie gemahlen und mit der Paste vermengt werden.

## Zutaten
- Zutaten zur Krueang Kaeng Masaman („Curry“-Paste):
  - Schalotten (Thai: หัวหอม – Hua-Hom),
  - Knoblauch (Thai: กระเทียม – Kratiam),
  - Galangawurzel (ข่า – Kha),
  - Koriander-Samen (Thai: เมล็ดผักชี – Met Phak Chi),
  - Kreuzkümmel-Samen (Thai: ยี่หร่า – Yi-Ra),
  - Garnelenpaste (Thai: กะปิ – Kapi)
  - Zitronengras (Thai: ตะใคร้ – Ta-Khrai)
  - getrocknete thailändische Chili (so genannte „himmelweisende Chili“, Thai: พริกชีฟ้า – Phrik Chi Fa)
  - Gewürznelken (Thai: กานพลู – Kan-Phlu)
  - grüne Pfefferkörner
  - Salz

- Zutaten zum Eintopf:
  - Krueang Kaeng Masaman (Masaman-Paste)
  - Kokosmilch (Thai: กะทิ – Kathi)
  - kleine weiße Zwiebeln (Thai: หัวหอม – Hua-Hom)
  - geröstete Erdnüsse (Thai: ถั่วลิสง – Thua Lisong)
  - Kardamom-Kapseln  (Thai: ลูกกระวาน – Luk Kra-Wan)
  - Zimt (Thai: อบเชย – Ob-Choei)
  - Palmzucker (Thai: น้ำตาลปึก – Nam Than Puek)
  - in heißen Wasser aufgelöste Tamarinden-Paste  (Thai: มะขาม – Ma-Kham)
  - Limettensaft (Thai: น้ำมะนาว – Nam Manao)
  - Fischsauce (Thai: น้ำปลา – Nam Pla)
  - jede beliebige Art von Fleisch, vorzugsweise Rind oder Huhn
  - Kartoffeln (Thai: มันฝรั่ง – Man Farang)